# Sarcodon
Sarcodon Quél. ex P. Karst. (sarniak) – rodzaj grzybów z rodziny kolcownicowatych (Bankeraceae).

## Charakterystyka
Górna powierzchnia kapelusza pokryta zwykle łuseczkami, najczęściej w różnych odcieniach brunatnego i żółtawego. Hymenofor kolczasty, zbiegający na trzon, barwy szarej do brązowawej. Miąższ mięsisty, niestrefowalny, niekorkowaty. Wysyp zarodników brązowy. Zarodniki brązowe, okrągłe do eliptycznych, brodawkowate lub guzkowate, bez pory rostkowej. Grzyby mikoryzowe, rosną głównie pod drzewami iglastymi.

## Systematyka i nazewnictwo
Pozycja w klasyfikacji według Index Fungorum: Bankeraceae, Thelephorales, Incertae sedis, Agaricomycetes, Agaricomycotina, Basidiomycota, Fungi.
Część gatunków rodzaju Sarcodon została przeniesiona do rodzaju Hydnellum (kolczakówka).
Nazwę polską podali Barbara Gumińska i Władysław Wojewoda w 1968 r., przez Stanisława Chełchowskiego gatunek ten opisywany był jako kolczak.
Gatunki występujące w Polsce:
- Sarcodon imbricatus (L.) P. Karst. – sarniak świerkowy
- Sarcodon leucopus (Pers.) Maas Geest. & Nannf. – sarniak jasnonogi
- Sarcodon squamosus (Schaeff.) P. Karst – sarniak sosnowy

Nazwy naukowe na podstawie Index Fungorum. Nazwy polskie według Władysława Wojewody, z uwzględnieniem uzupełnienia dodanego przez autora (s.812)

## Ochrona w Polsce
W latach 2004–2014 wwszystkie sarniaki były w Polsce objęte ochroną. Od 2014 r. ochroną objęte są jedynie gatunki rzadkie (spod ochrony wyłączone zostały np. sarniaki sosnowe i świerkowe).

### Gatunki chronione w Polsce
Wg Rozporządzenia Ministra Środowiska z dnia 9 października 2014 r. w sprawie ochrony gatunkowej grzybów, w Polsce ochronie podlegają:
- S. joeides (Hydnellum joeides, kolczakówka fiołkowa)
- S. underwoodii (Hydnellum underwoodii, kolczakówka białobeżowa)
- S. glaucopus (Hydnellum glaucopus, kolczakówka sinostopa, sarniak sinostopy)
- S. scabrosus (Hydnellum scabrosum, kolczakówka szorstka, sarniak szorstki)